# 若者よ
『若者よ』（わかものよ、You, the Young!）は、2016年2月26日公開の日本映画。

## 概要
2015年公開の映画、『青春群青色の夏』の監督・田中佑和の原案で、2012年のゆうばり国際ファンタスティック映画祭にて、『くそガキの告白』で史上初の4冠を達成した鈴木太一の監督作品。
芸能プロダクションエビス大黒舎が併設する俳優養成所、エビ大塾の卒業制作として製作された。
2016年2月25日から29日にかけて北海道のゆうばりホテルシューパロほかで開催されたゆうばり国際ファンタスティック映画祭のフォアキャスト部門にて上映。
また、2016年3月12日に第33回TOKYO月イチ映画祭にて上映、4月16日には本作品の原案を務めた田中佑和の監督作品・青春群青色の夏のイベント（横浜・シネマノヴェチェント）にて上映、4月20日に新宿K'sシネマ『DROP CINEMA FESTIVAL vol.27』にて上映された。

## キャスト
- 新井郁[6][7]
- 日下部一郎[6][7]
- 赤染萌[6][7]
- 生沼勇[6][7]
- 炭田洋輔[6][7]
- 柴田千紘[6][7]
- 小畑はづき[6][7]

## スタッフ
- 監督・脚本・編集 - 鈴木太一[6][7]
- 音楽 - 34423[7]
- 原案 - 田中佑和[7]
- 撮影・照明 - 上川雄介[6][7]
- 録音 - 遠藤耕介[7]
- 助監督 - 緒川尊[7]
- 制作担当 - 山田篤史[7]
- 制作進行 - 白石勇[7]
- 照明応援 - 上村奈帆[7]
- 整音 - 八澤勉[7]
- 英語字幕翻訳 - 村松えり[7]
- 英語字幕制作 - 廣田孝[7]

## 上映
- ゆうばり国際ファンタスティック映画祭フォアキャスト部門 - 2016年2月26日
- 第33回TOKYO月イチ映画祭 - 2016年3月12日[4]
- シネマノヴェチェント（イベント『青春群青色の夏　オールナイト！』内で上映） - 2016年4月16日
- 新宿K's cinema（『DROP CINEMA FESTIVAL vol.27』内で上映） - 2016年4月20日[5]
- 立誠シネマプロジェクト（『ヨーロッパ企画presents ハイタウン2016』内で上映） - 2016年5月6日・5月8日[8]